# Sint Maarten
Sint Maarten este o țară constituentă a Regatului Țărilor de Jos situată în Marea Caraibelor. Sint Maarten se află pe partea de sud a insulei Sfântul Martin. Partea de nord a insulei este o colectivitate de peste mări franceză. Capitala Sint Maartenului este orașul Philipsburg cu 1.228 de locuitori. Până pe 10 octombrie 2010, Sint Maarten făcea parte de Antilele Olandeze.

## Geografie

### Locuri
- Philipsburg, 1.228 de locuitori
- Lower Prince's Quarter, 8.123 de locuitori
- Cul de Sac, 7.880 de locuitori
- Cole Bay, 6.046 de locuitori
- Upper Prince's Quarter, 4.020 de locuitori
- Little Bay (Fort Amsterdam), 2.176 de locuitori
- Simpson Bay, 736 de locuitori
- Lowlands, 232 de locuitori